# Dryopteris complexa
Dryopteris complexa är en träjonväxtart. Dryopteris complexa ingår i släktet Dryopteris och familjen Dryopteridaceae.

## Underarter
Arten delas in i följande underarter:
- D. c. complexa
- D. c. contorta
- D. c. eschelmuelleri